# کلیچه (زاکسن-آنهالت)
کلیچه (به آلمانی: Klitsche) یک منطقهٔ مسکونی در آلمان است که در یریشو واقع شده‌است. کلیچه ۳۶۸ نفر جمعیت دارد.